# Солін
Солін (хорв. Solin, лат. Salona) — місто в Хорватії, розташоване за 8 км на північ від центру міста Спліт на узбережжі Адріатичного моря. Фактично Солін є передмістям Спліта.

## Історія

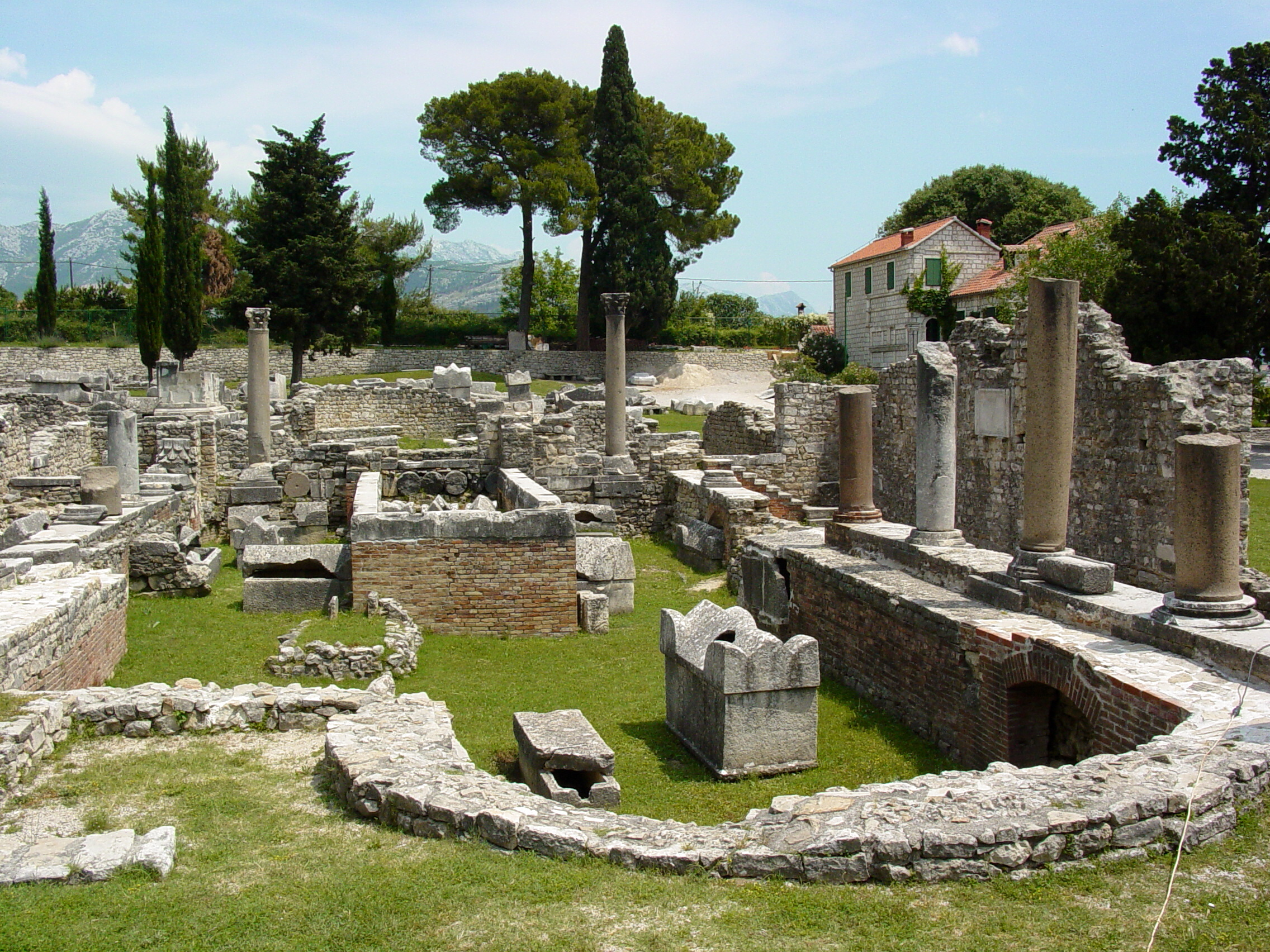
Руїни Римської доби Соліна

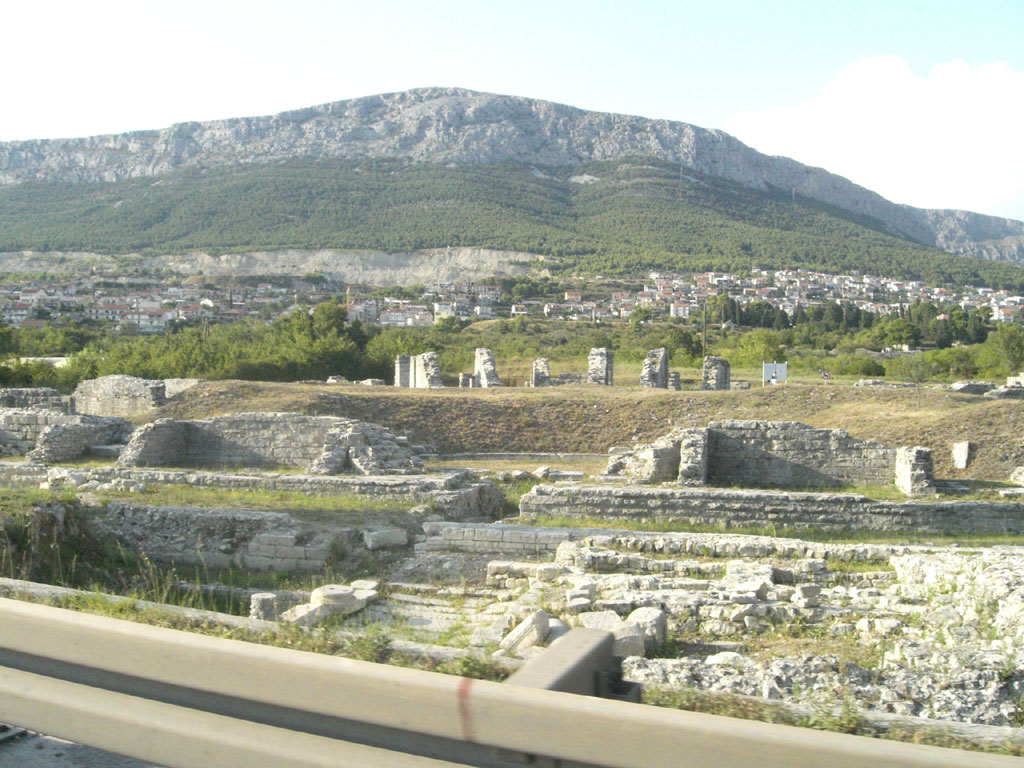
Руїни римського театру Салони

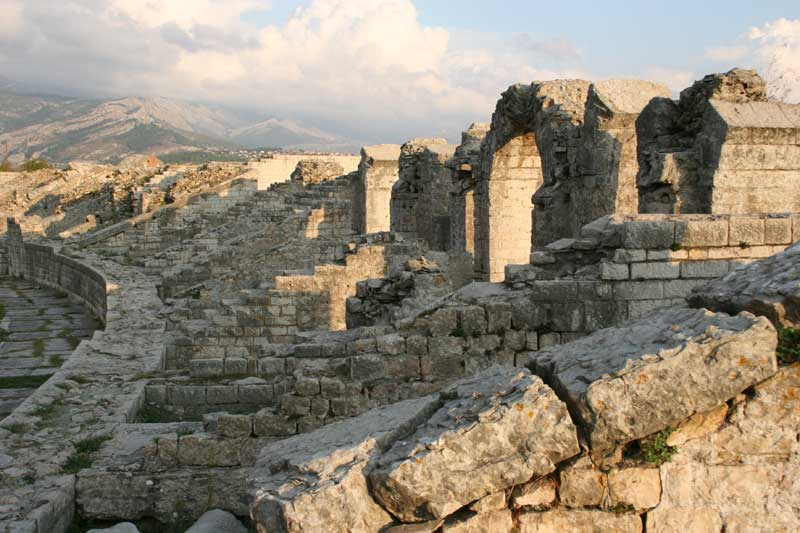
Амфітеатр Салони

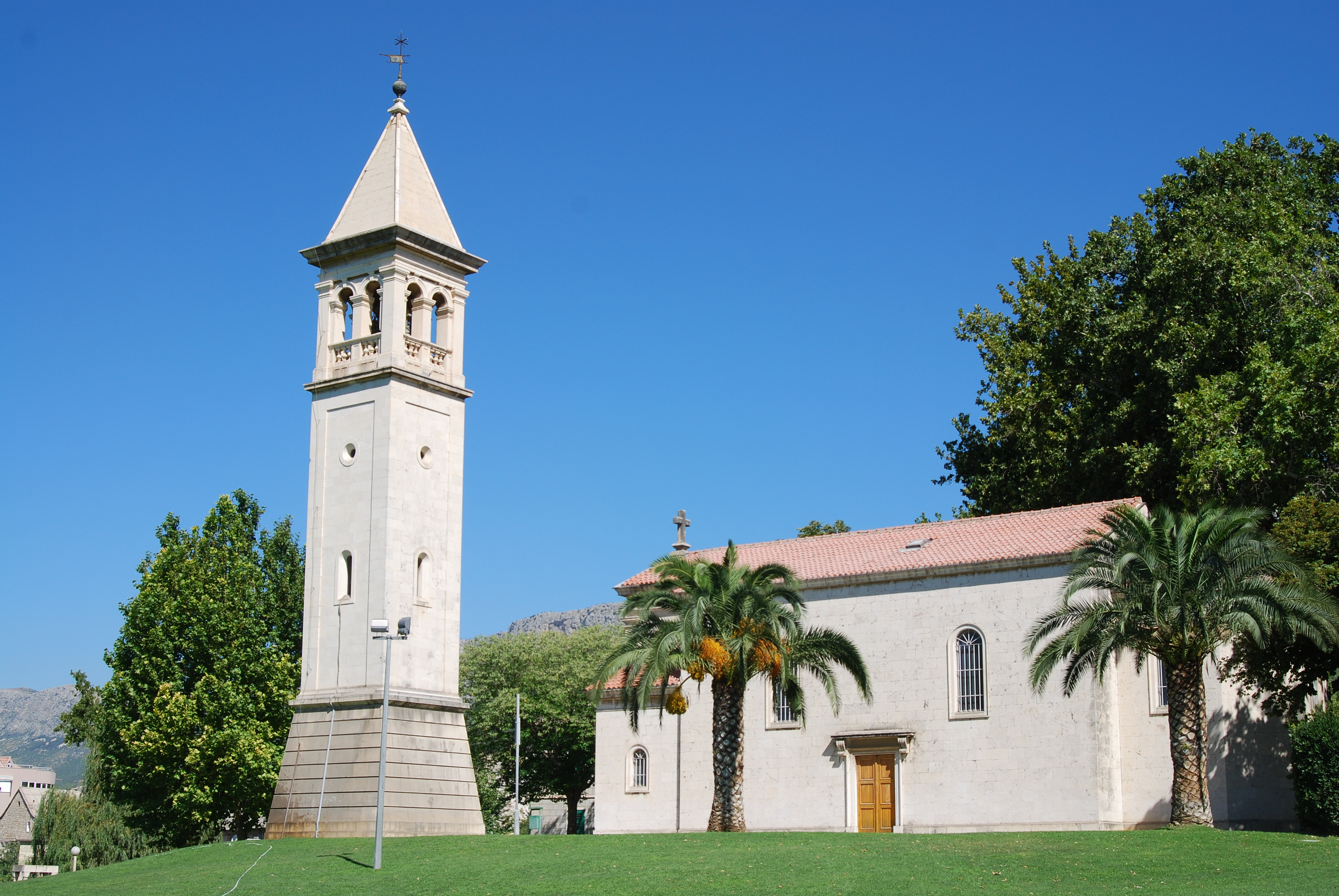
Церква в Соліні

Солін був заснований племенами іллірійців, які заселяли Далмацію в стародавні часи. Місто швидко розвивалося і перетворилося на великий портовий центр, що призвело до завоювання його греками в 4-му столітті до н. е., а через три століття Солін отримав статус міста — колонії Римської імперії від Юлія Цезаря. У цей період своєї історії Солін був відомий як Салона і був столицею спочатку провінції Іллірія, а потім Далмації.
Вважається, що саме в Соліні народився майбутній імператор Риму Діоклетіан, і саме тому, після поділу імперії на чотири частини, він залишив собі Балкани. Також Діоклетіан надав своєму рідному місту титул «Валерія» (почесний титул, пов'язаний з імператорським прізвищем). У перші століття нашої ери Солін став одним із перших християнських центрів на Балканах. Зокрема, численні археологічні знахідки, пов'язані з сповідуванням місцевим населенням християнства, датуються IV—VI століттями н. е.
До середини VII століття Солін був великим містом, населення якого в кілька разів перевищувало сучасні показники, і лише після розграбування міста слов'янськими племенами, він став приходити в занепад, поступово досягаючи сучасного свого виду.
Інтерес до Соліна з'явився в істориків і археологів на початку XX століття, оскільки місто було пов'язане з Діоклетіаном, і впродовж грецького і римського періодів свого існування було великим регіональним центром. Перші археологічні розкопки в Соліна були проведені на початку XX століття з ініціативи відомого хорватського археолога Фране Булича. У цей період були досліджені руїни імператорського палацу Діоклетіана, що збереглися до наших днів. Також були знайдені руїни давньоримського Форуму, де збереглися залишки храмових споруд, театру і амфітеатру.
У місті є Археологічний музей, в якому представлена колекція археологічних знахідок із Соліна та околиць.

## Населення
Населення громади за даними перепису 2011 року становило 23926 осіб, 2 з яких назвали рідною українську мову. Населення самого міста становило 20212 осіб.
Динаміка чисельності населення громади:
Динаміка чисельності населення міста:

## Населені пункти
Крім міста Солин, до громади також входять: 
- Блаця
- Кучине
- Мравинце
- Враніць

## Клімат
Середня річна температура становить 16,09°C, середня максимальна – 28,80°C, а середня мінімальна – 3,31°C. Середня річна кількість опадів – 798 мм.
| Клімат міста                                  | Клімат міста | Клімат міста | Клімат міста | Клімат міста | Клімат міста | Клімат міста | Клімат міста | Клімат міста | Клімат міста | Клімат міста | Клімат міста | Клімат міста | Клімат міста |
| Показник                                      | Січ.         | Лют.         | Бер.         | Квіт.        | Трав.        | Черв.        | Лип.         | Серп.        | Вер.         | Жовт.        | Лист.        | Груд.        |              |
| Середній максимум, °C                         | 11,71        | 12,54        | 15,14        | 18,11        | 23,16        | 27,13        | 28,80        | 28,70        | 24,53        | 20,13        | 15,00        | 11,39        |              |
| Середня температура, °C                       | 7,51         | 8,35         | 10,94        | 13,90        | 18,98        | 22,95        | 25,78        | 25,68        | 21,52        | 17,13        | 11,99        | 8,38         |              |
| Середній мінімум, °C                          | 3,31         | 4,16         | 6,75         | 9,73         | 14,78        | 18,75        | 22,77        | 22,68        | 18,51        | 14,10        | 8,98         | 5,37         |              |
| Норма опадів, мм                              | 72           | 61           | 68           | 67           | 58           | 49           | 33           | 47           | 69           | 85           | 101          | 88           |              |
| Середньомісячна швидкість вітру, м/с          | 3.13         | 3.33         | 3.46         | 3.19         | 2.83         | 2.57         | 2.66         | 2.47         | 2.75         | 2.85         | 3.52         | 3.43         |              |
| Середньомісячна сонячна радіація, кДж/м²·день | 5478         | 8169         | 11872        | 16515        | 20408        | 23106        | 24710        | 21698        | 16131        | 10435        | 5926         | 4621         |              |
| --------------------------------------------- | ------------ | ------------ | ------------ | ------------ | ------------ | ------------ | ------------ | ------------ | ------------ | ------------ | ------------ | ------------ | ------------ |
| Джерело:                                      |              |              |              |              |              |              |              |              |              |              |              |              |              |

## Відомі люди
- Діоклетіа́н (245 — 313) — римський імператор з 20 листопада 284 по 1 травня 305. Найкривавіший переслідувач християн.